# NGC 1299
NGC 1299 (również PGC 12466) – galaktyka spiralna (Sb), znajdująca się w gwiazdozbiorze Erydanu. Odkrył ją William Herschel 27 stycznia 1785 roku.